# Koellensteinia lilijae
Koellensteinia lilijae är en orkidéart som beskrevs av Ernesto Foldats. Koellensteinia lilijae ingår i släktet Koellensteinia och familjen orkidéer. Inga underarter finns listade i Catalogue of Life.